# سیارک ۲۴۱۸۸
سیارک ۲۴۱۸۸ (به انگلیسی: 24188 Matthewage، نامگذاری:1999XS24) بیست و چهار هزار و صد و هشتاد و هشتمین سیارک کشف شده‌است که در ۶ دسامبر ۱۹۹۹ کشف شد.
قدر مطلق سیارک برابر ۱۹.۵ است.